# 路易吉·塞拉菲尼 (篮球运动员)
路易吉·塞拉菲尼（義大利語：Luigi Serafini，1951年6月17日—2020年8月23日），意大利男子篮球运动员。他曾代表意大利获得1972年夏季奥运会男子篮球比赛第四名和1976年夏季奥运会男子篮球比赛第五名。